# Manhattan (nápoj)
Manhattan je koktejl z americké whiskey a červeného vermutu. Podává se obvykle jako aperitiv. Patří mezi oficiální koktejly Mezinárodní barmanské asociace.

## Historie
Podle nejrozšířenější verze o vzniku nápoje se poprvé podával v roce 1874 v newyorském Manhattan Clubu na oslavě zvolení Samuela J. Tildena za guvernéra státu New York.

## Recept
Manhattan se skládá z 5 centilitrů americké whiskey, 2 centilitrů červeného vermutu a několika střiků koktejlových bitters. Vše se v míchací sklenici promíchá s ledem a scedí přes sítko. Podává se v koktejlové sklenici s koktejlovou třešní.

## Poznámka
Na pravý Manhattan se používá zásadně americká whiskey, buď tradiční žitná (rye whiskey) nebo je možné použít i bourbon. Pokud se koktejl dělá ze skotské whisky, nenazývá se Manhattan, ale Rob Roy. Existují i verze, které používají brandy místo whiskey, nebo nahrazují červený vermut suchým vermutem či italským amarem.